# المصرية القابضة للبتروكيماويات
إيكم «المصرية القابضة للبتروكيماويات» أو (بالإنجليزية: ECHEM - Egyptian Petrochemicals Holding Co)‏ هي شركة قابضة مصرية تأسست عام 2001 بقرار السيد الدكتور/ رئيس مجلس الوزراء رقم 1209 لسنة 2001 وفقا لقانون شركات قطاع الأعمال العام رقم 203 لعام 1991, لكي تكون إحدى الكيانات الخمس الكبرى في قطاع البترول المصري خصوصا وفي وزارة البترول والثروة المعدنية المصرية عموما.

## اختصاصات الشركة
- تحمل مسئولية تطوير صناعة البتروكيماويات في مصر من خلال تنفيذ الخطة الرئيسية للبتروكيماويات المصرية،
- توجيه وتسهيل وصول المستثمرين إلى الموارد، منشئة قاعدة بيانات تكنولوجية، ومقدمة الدعم لتلك الصناعة عن طريق إدارة الشركات العاملة والمصانع القائمة في ذلك المجال.
- متابعة تنفيذ الخطة القومية لتنمية وتطوير صناعة البتروكيماويات واقتراح تحديثها بشكل دوري للوفاء بالاحتياجات الحالية والمستقبلية للسوق المحلي وخطط التصدير للخارج.
- تحديد اشتراطات وأولويات تنفيذ المشروعات واعداد دراسات الجدوى الأولية لها واقتراح المواقع التي تقام عليها في ضوء نتائج الدراسات الفنية والاقتصادية واتخاذ ما يلزم بشأن تخصيصها.
- اعداد الدراسات الفنية الخاصة بالخامات المطلوبة للمشروعات بالكميات والمواصفات المحددة والتنسيق مع الجهات المختصة بذلك وتوفير هذه البيانات للمستثمرين عند طلبها.
- الترويج للإستثمار في مجال صناعة البتروكيماويات بالتنسيق مع الشركات المصرية والعربية العالمية المروجة للمشروعات في مجال صناعة البتروكيماويات ومع الشركات المتخصصة في مجال جذب الإستثمارات وعرض المشروعات على المستثمرين في الداخل والخارج.
- ابرام العقود مع الجهات المختصة لتوفير المادة الخام اللازمة لمشروعات البتروكيماويات.
- الترويج للمنتجات البتروكيماوية المصرية والعمل على فتح أسواق جديدة لها محليا وعربيا وعالميا.
- القيام بأعمال الإدارة والإشراف على نشاط صناعة البتروكيماويات طبقا لما يحدده وزير البترول.

الاشتراك في أعمال إدارة وصيانة مشروعات البتروكيماويات القائمة والتي يتم انشائها.
- الإستثمار في شركات البتروكيماويات المصرية القائمة والجديدة أو تملكها بهدف تنمية وتطوير صناعة البتروكيماويات في مصر.
- إنشاء وتملك المشروعات في مجال صناعة البتروكيماويات بنفسها أو بالاشتراك مع الغير ويشمل ذلك مشروعات إنتاج البتروكيماويات الأساسية والوسيطة والنهائية.
- اعداد وتوثيق وجمع المعلومات والبيانات والدراسات والبحوث المتعلقة بصناعة البتروكيماويات وتوافر المادة الخامة من غاز طبيعي ومشتقاته ومنتجات بترولية وكذلك أسواق هذه الصناعة وبيانات الصادرات والواردات.
- تقديم خدمات استشارية فنية وإدارية للمستثمرين الراغبين في تنفيذ المشروعات بهدف المعاونة في الحصول على الأراضي والمرافق والموافقات والتراخيص اللازمة.

## الشركات التابعة
تتبع الشركة العديد من الشركات المشتركة التي تختلف في نشاطاتها، ومنها
| أسبك الإسكندرية للمنتجات البترولية المتخصصة | سيدبك سيدى كرير للبتروكيماويات            | موبكو مصر لتصنيع البترول والأسمدة | إيلاب المصرية لإنتاج الألكيل بنزين        |
| أبوك أبوقير للأسمدة والبتروكيماويات         | أكبا الإسكندرية للإضافات البترولية        | أموك الإسكندرية للزيوت المعدنية   | أفكو الإسكندرية لإنتاج ألياف الاكريليك    |
| إيميثانكس ميثانكس المصرية لإنتاج الميثانول  | إيسترنكس المصرية لإنتاج الإسترنكس         | سوبسك السويس للخدمات البترولية    | البتروكيماويات المصرية قطاع عام إشراف فني |
| المصرية لإنتاج ثنائي ميثيل الإيثر           | السخنة للتكرير والبتروكيماويات            | المصرية الهندية لإنتاج البوليستر  | ايثيدكو المصرية لإنتاج الإيثيلين ومشتقاته |
| المصرية للمنتجات النيتروجينية               | المصرية لإنتاج البروبيلين والبولى بروبلين | ووتك شركة تكنولوجيا الأخشاب       |                                           |

## رؤساء الشركة
- سعد هلال.[1]
- محمد سعفان.
- أسامة كمال.
- هاني سليمان.